# ماركو ديسانتس
ماركو ديسانتس (بالإنجليزية: Marko DeSantis)‏ هو كاتب وكاتب أغاني وموسيقي أمريكي، ولد في 3 مايو 1972.

## وصلات خارجية
- ماركو ديسانتس على موقع ميوزك برينز (الإنجليزية)
- ماركو ديسانتس على موقع ديسكوغز (الإنجليزية)